# Назаренко, Дмитрий Николаевич
Дмитрий Николаевич Назаренко (укр. Дмитро Миколайович Назаренко; род. 14 сентября 1987, Донецк) — украинский футболист, защитник

## Биография

### Клубная карьера
Начал профессиональную карьеру в составе «Ворсклы», но не смог закрепиться в основном составе. В составе «Ворсклы-2» дебютировал во Второй лиге 28 августа 2004 года в матче против донецкого «Олимпика». В 2005 году перешёл в «Металлург», в составе которого сыграл только 2 матча.. В составе этого же клуба 11 марта 2007 года дебютировал в Высшей лиге в матче против «Харькова» В 2008 году был отдан в аренду в «Сталь» из Алчевска, за которую он сыграл свой первый матч 20 июля 2008 года, в матче против «Энергетика» из Бурштына. В 2009 году, был отдан в аренду в армянский «Бананц», но в том же году, снова вернулся в «Сталь».
В 2011 году во время перерыва в чемпионате перешёл в «Александрию», вместе с которой вышел в Высшую лигу. В сезоне 2011/12 «Александрия» заняла последнее 16 место и вылетела в Первую лигу. В Высшей лиге сыграл только 7 матчей, из-за того, что в конце осенней части чемпионата получил травму, от которой восстанавливался 2 месяца. В следующем сезоне 2012/13 он, вместе с командой, стал бронзовым призёром Первой лиги Украины, клуб уступил лишь алчевской «Стали» и «Севастополю».
В 2013 году перешёл в «Полтаву», но сыграв лишь один матч, вернулся в алчевскую «Сталь», которая вскоре приостановила свои выступления в чемпионате Украины. В 2015 году подписал контракт с латвийской командой, «Спартак» из Юрмалы.
4 января 2016 года стало известно о переходе Дмитрия в ужгородскую «Говерлу», срок контракта рассчитан до конца сезона 2015/16.
Летом 2016 года заключил контрактт с перволиговым «Николаевом», в составе которого в сезоне 2016/17 сыграл в полуфинале Кубка Украины.

### Карьера в сборной
В 2005 году выступал за юношескую сборную Украины до 19 лет и сыграл в 18 матчах.

## Достижения
- Победитель Первой лиги Украины: 2010/11
- Бронзовый призёр Первой лиги Украины (2): 2010/11, 2012/13
- Полуфиналист Кубка Украины: 2016/17